# Plaga de Amwas
La plaga de Amwas (en árabe: طاعون , romanizada: ṭāʿūn ʿAmwās), también deletreada plaga de Emaús, fue una epidemia de peste bubónica que afligía a la Siria islámica en 638-639, durante la primera pandemia de plagas y hacia el final de la conquista musulmana de la región. Probablemente fue un reemergencia de la plaga de Justiniano de mediados del siglo VI. Llamada después de Amwas en Palestina, el principal campo del ejército árabe musulmán, la plaga mató hasta 25.000 soldados y sus familiares, incluyendo la mayor parte del alto mando del ejército, y causó considerables pérdidas de vidas y desplazamientos entre los cristianos indígenas de Siria. El nombramiento de Mu'awiya ibn Abi Sufyan para la gobernación de Siria a raíz de las muertes de los comandantes allanó el camino para su establecimiento del califato omeya en 661, mientras que las recurrencias de la enfermedad pueden haber contribuido a la caída de la dinastía Omeya en 750. La despoblación en el campo sirio puede haber sido un factor en el reasentamiento de la tierra por los árabes a diferencia de otras regiones conquistadas donde los árabes se recluyeron en gran medida a nuevas ciudades de guarnición.
La plaga de Amwas recibió más atención en las fuentes árabes que cualquier otra epidemia hasta la peste negra del siglo XIV. Las narraciones tradicionales sobre las reacciones a la plaga de Amwas por el califa Umar y su comandante Superior Abu Ubayda ibn al-Jarrah informaron respuestas teológicas musulmanas medievales a epidemias, incluyendo la Muerte Negra. Los principios derivados de las narrativas fueron citados en debates sobre la predestinación y el libre alé alé, prohibiciones de huir o entrar en tierras afectadas por la peste y el contagio.

## Contexto

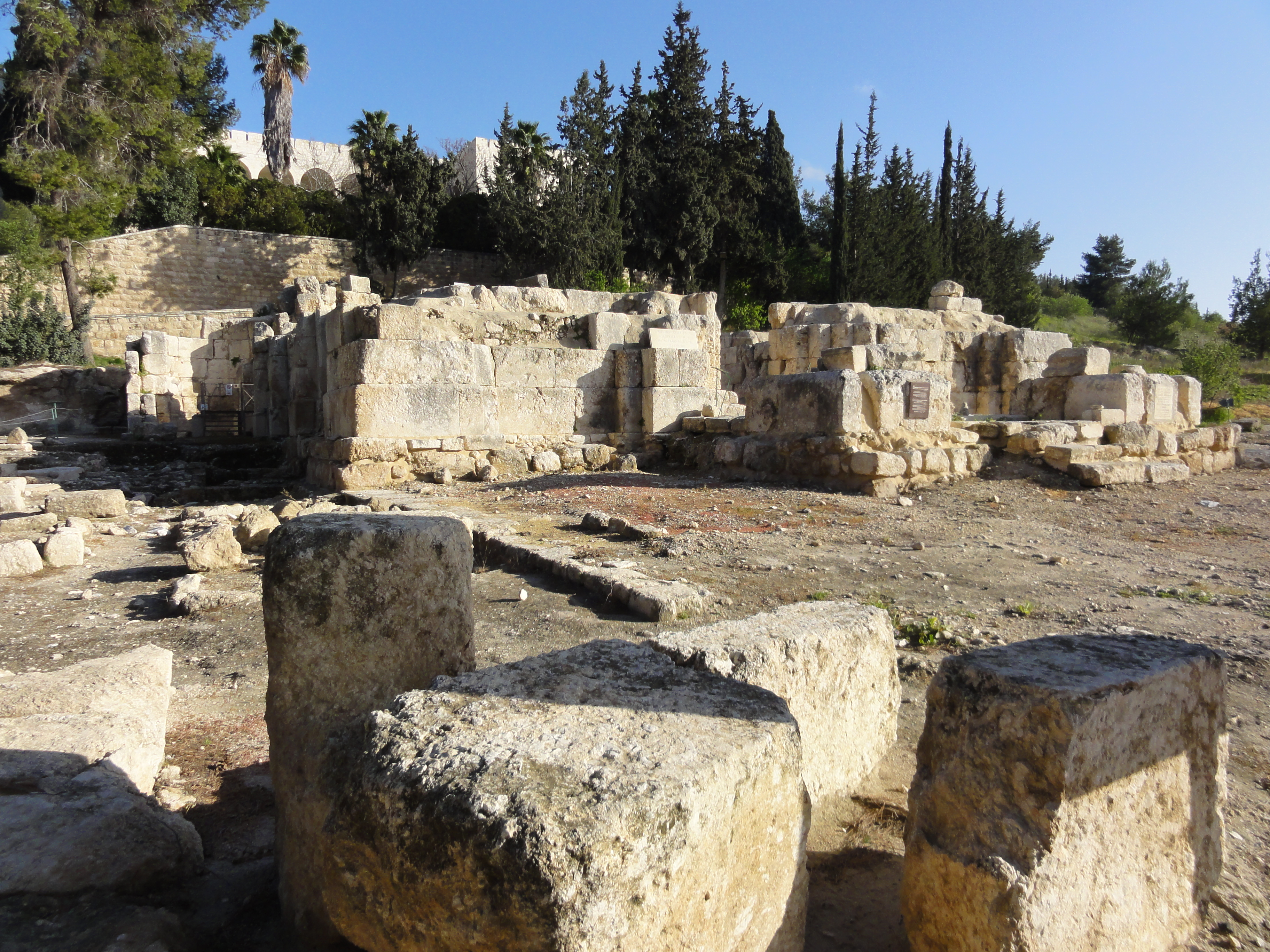
El sitio de Emaús-Nicopolis, llamado 'Amwas' por los árabes. La peste de Amwas golpeó por primera vez a las tropas árabes musulmanas acampadas allí antes de extenderse por Siria-Palestina y afectar a Egipto e Irak

La plaga de Amwas (ta'un Amwas en árabe) era probablemente una epidemia de peste bubónica, aunque las fuentes no profundizan en los síntomas específicos de la enfermedad. Fue la segunda plaga registrada de la era islámica, que comenzó en la década de 620, y la primera en afligir directamente a los musulmanes. Probablemente fue un reemergemiento de la plaga de Justiniano, que se originó en Pelusio (cerca de la moderna Suez) en 541 d. C. y se extendió al oeste de Alejandría y al este de Palestina antes de llegar a la capital bizantina Constantinopla en 541-542 y aquejando al resto de Europa y el Imperio sasánida, como lo señaló el historiador bizantino Procopius (c. c. 570). La peste de Justiniano repitió en al menos nueve a doce ciclos a mediados del siglo VI y el siglo VII.
El primer califa (jefe de la comunidad musulmana) Abu Bakr (r.632–634) envió cuatro ejércitos de Medina dirigidos respectivamente por Amr ibn al-As, Yazid ibn Abi Sufyan, Shurahbil Ibn Hasana y Abu Ubayda ibn al-Jarrah para conquistar la Siria bizantina (Abu Ubayda puede no haber sido enviado hasta después de la adhesión del sucesor de Abu Bakr, califa Umar, a mediados de 634). Amwas, el nombre árabe de Emaús Nicopolis, había sido un campamento fortificado del ejército romano en el siglo I d. C., que se convirtió en una pequeña ciudad a principios del siglo III. Fue capturado por los musulmanes de los bizantinos después de la batalla de Ajnadayn en 634 o la batalla de Yarmouk en 636. Al inicio de la plaga, el sitio sirvió como el principal campo de las tropas musulmanas árabes en Siria, donde se dividieron los botines y los soldados pagaron.

## Cronología
La plaga de Amwas ocurrió en los años del calendario islámicos de 17 AH/638 d. C. y/o 18 AH/639 d. C. Según el historiador del siglo VIII Sayf ibn Umar, golpeó en Muharram–Safar 17 AH/enero-febrero 638, luego se disipó antes de regresar una vez más e infligir numerosas muertes "en beneficio del enemigo [los bizantinos]". Al-Suyuti (m. 1505) sostiene que la plaga había resurgido poco después de su brote inicial, que Dols sugiere "cuenta para las dos fechas [638 y 639]".
La plaga golpeó en algún momento durante una sequía de nueve meses en Siria conocida por los árabes como el "Año de las Cenizas". La hambruna generalizada en Siria-Palestina posiblemente puso las bases para la plaga debido a la debilitada resistencia inmune y el almacenamiento de reservas de alimentos en ciudades y aldeas, lo que podría atraer roedores infectados por la peste y ponerlos en contacto con la población humana, según Dols. Se extendió por Siria y también afectó a Irak y Egipto, antes de subvencionar en Shawwal 18 AH/ octubre de 639.

## Consecuencias

### Respuesta e impacto inmediato

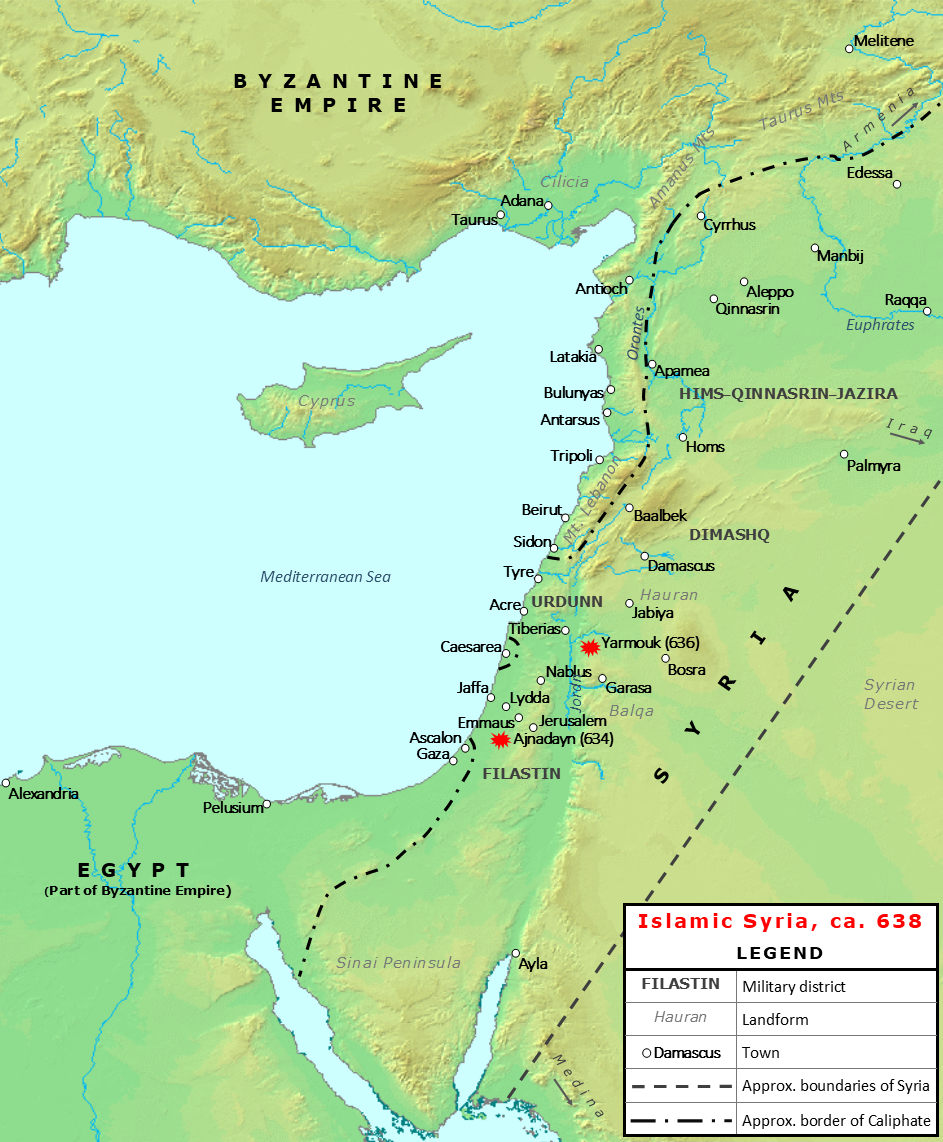
Mapa de Siria hacia el final de la conquista musulmana de la región desde el Imperio bizantino, c. 638

Según una de las principales narrativas de las fuentes tradicionales islámicas, Umar, con la intención de prevenir la enfermedad y la muerte de su comandante Superior Abu Ubayda, convocó a este último a Medina; Abu Ubayda, consciente de la intención de Umar, se negó a abandonar a sus hombres. Umar posteriormente se embarcó hacia Siria para evaluar la situación, reuniéndose con los líderes del ejército en una parada de camino del desierto llamada Sargh (trece días de marcha al norte de Medina). Sus primeras consultas fueron con líderes de las facciones Muhajirun y Ansar, colectivamente los primeros conversos musulmanes y la élite del naciente estado musulmán, que argumentaron en contra de huir de las zonas afectadas por la peste. En desacuerdo con sus recomendaciones, luego consultó a los líderes de los posteriores conversos de la Quraysh, la tribu a la que pertenecían el profeta islámico Mahoma y los califas, quienes propusieron que el ejército se retirara de la zona de la epidemia, que Umar aceptó. Abu Ubayda protestó por la retirada del ejército sobre la base de una supuesta prohibición de Mahoma a los musulmanes que huían o entraban en una tierra afectada por la peste. Umar replicó que una persona naturalmente elegiría el lado verde de un valle en lugar del lado estéril, pero independientemente de la decisión de la persona sería la voluntad de Dios. Esta narrativa fue utilizada por los eruditos musulmanes medievales como un precedente que justifica la huida de una epidemia. La cumbre de Sargh concluyó con Umar ordenando a Abu Ubdaya que llevara al ejército a terrenos más saludables y el regreso del califa a Medina.
Abu Ubayda se trasladó a acampar el ejército en la antigua capital Ghassanid de Jabiya en la región montañosa del Hauran. Debido a su clima saludable, Jabiya actuó efectivamente como un sanatorio para las tropas afectadas por la peste y el centro para la distribución de botines de guerra. En el camino, en 639, Abu Ubayda sucumbió a la plaga. Su sucesor Mu'adh ibn Jabal y dos de las esposas e hijos de Mu'adh (o toda su familia) murieron inmediatamente después, seguido por el sucesor de Mu'adh, Yazid ibn Abi Sufyan. Shurahbil también murió de la peste. Entre los otros musulmanes prominentes y compañeros de Mahoma en el ejército para sucumbir estaban Suhayl ibn Amr, el hijo de Abu Jandal ibn Suhayl, Fadl ibn Abbas, Al-Harith ibn Hisham, y muchos de los setenta miembros de la familia de al-Harith que se habían establecido en Siria. Amr ibn al-As es acreditado por llevar a las tropas musulmanas sobrevivientes a Jabiya. En diciembre de 639, se embarcó en la conquista de Egipto, ya sea con la renuente sanción de Umar o sin la autorización del califa.
Los relatos tradicionales islámicos mantienen entre 20.000 y 25.000 soldados musulmanes en Siria y sus familiares murieron en la plaga. En 639, 4.000 soldados musulmanes fueron dejados en Jabiya de unos 24.000 en 637, aunque el historiador moderno Fred Donner señala que no está claro cuántas de las tropas desaparecidas habían muerto o habían huido temporalmente y regresado a Siria finalmente.
La plaga causó una pérdida sustancial de vidas entre la población cristiana local en Siria. También resultó en aumentos de precios y acaparamiento, lo que llevó a Umar a prohibir el acaparamiento. Según al-Tabari (m. 923), después de regresar a Medina desde Sargh, Umar informó a sus asesores de su intención de visitar a sus tropas en Siria-Palestina y evaluar el caos causado por la plaga. Durante su supuesta visita en 639, dio instrucciones sobre la disposición de las propiedades de los musulmanes que murieron en la epidemia y resolvió reclamos sospechosos de algunas de las tropas.

### Efectos políticos y sociales a largo plazo
Como resultado de la muerte de sus principales comandantes en Siria, Umar nombró al hermano y diputado de Yazid, Mu'awiya ibn Abi Sufyan, comandante del ejército allí, poniendo finalmente las bases para el establecimiento del califato omeya centrado en Siria por Mu'awiya en 661. El historiador Wilferd Madelung supone que la plaga en Siria había impedido a Umar desplegar comandantes más preferibles a él desde Medina y así nombró a Mu'awiya en lugar de una alternativa adecuada. Las pérdidas entre las tropas musulmanas en Siria causadas por la peste de Amwas contribuyeron a la pesada dependencia militar de Mu'awiya en tribus árabes más antiguas, anteriormente bizantinas y cristianas en Siria, particularmente los Banu Kalb, que habían permanecido en gran medida neutrales durante los combates entre los musulmanes y los bizantinos en Siria durante la década de los 630.
El fuerte número de pesos en la población cristiana indígena y el aumento de la emigración de Siria como resultado de la plaga de Amwas pueden haber sido un factor contribuyente en el aumento del asentamiento de Siria por parte de los árabes y su penetración de la sociedad local durante el gobierno omeya (640-750). Según el historiador Lawrence Conrad, los árabes, confiando en los ingresos del impuesto de las encuestas recaudados de los no árabes en las regiones conquistadas, puede que no tuvieran la intención de asentar Siria, pero se vieron obligados a repoblar el campo desierto después de la plaga. La política de establecer tribus árabes en la tierra resultó excepcional; en otras zonas conquistadas, como Irak, el asentamiento árabe temprano se limitó principalmente a las ciudades de guarnición de nueva construcción.
Amwas fue reemplazado como la sede de los árabes en Palestina primero por Lod y / o Jerusalén, seguido por Ramla, que fue fundada por el califa omeya Suleimán I a principios del siglo VIII. Ya en la década de 1870 un pozo en el pueblo de Amwas llevaba el nombre de bir al-ta'un (pozo de la plaga). Jabiya siguió siendo el principal campo militar de los árabes en Siria hasta el reinado de Sulayman.

#### Recurrencias

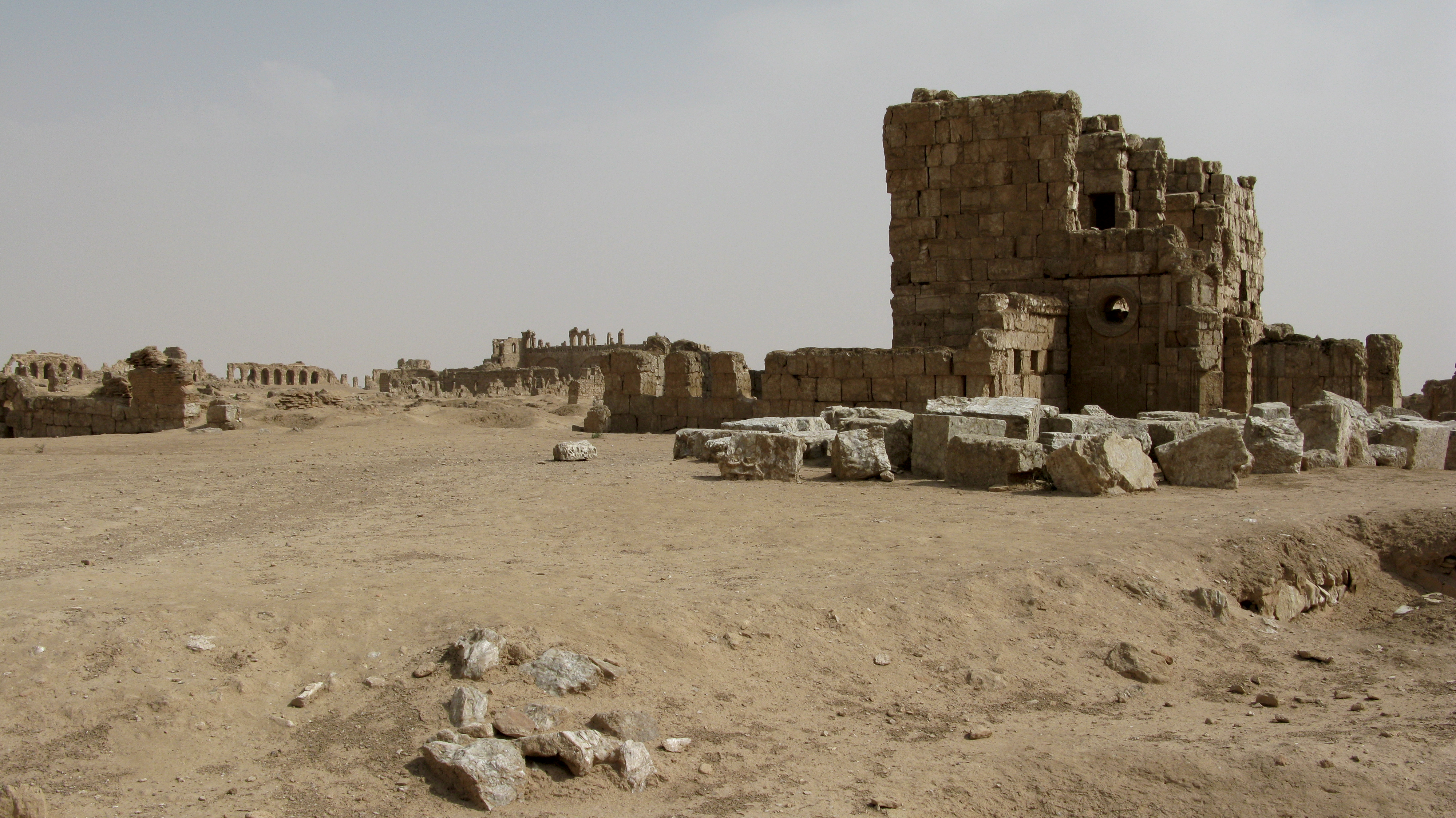
Resafa, el palacio del desierto que servía como residencia preferida del califa Hisham en tiempos de peste. Los califas omeyas se retiraron rutinariamente de las ciudades de Siria a sus palacios desérticos sirios durante las recurrencias de la epidemia de peste.

Hubo recurrencias de la peste en Siria-Palestina cada década entre 688/89 y 744/45. "La dinastía omeya [sic] estaba literalmente plagada de esta enfermedad", en palabras de Dols. Las muertes de los califas omeyas Muawiya II (r.683–684), Marwán I (r.684–685), Abd al-Málik (r. 685–705), Sulayman (r. 7 15–717) y los gobernadores omeyas en Irak Al-Mughira (r.661–671) y Ziyad ibn Abihi (r.685–673) podrían haber sido causados posiblemente por la plaga de las epidemias en Siria e Irak. Los califas se retiraban rutinariamente de las ciudades a sus palacios del desierto cuando la plaga emergió durante los meses de verano. Entre ellos destacaba el califa Hisham (r.724–743), quien prefirió su palacio en Resafa sobre Damasco porque veía que este último era insalubre.
Dols especula que las frecuentes recurrencias pueden haber socavado constantemente el crecimiento natural de la población en Siria-Palestina, el centro del califato omeya, y debilitado el poder omeya. Al mismo tiempo, las migraciones tribales árabes a la provincia del extremo oriental de Gran Jorasán, que aparentemente se salvó de las epidemias de peste, pueden haber llevado al crecimiento y predominio de la mitad oriental del califato y al ascenso del Movimiento Abasí allí, que finalmente derrocó a los omeyas en 750. En opinión de Conrad, al final de estos ciclos de peste, los omeyas han perdido el control práctico del califato oriental y "es tentador ver las interminables plagas de los últimos años de la dinastía como un factor importante en la victoria de la revolución abasí".

### Interpretaciones teológicas
Los historiadores modernos coinciden en que las circunstancias reales de la plaga de Amwas no son reconstruibles y se centran en gran medida en las descripciones del evento en las historias islámicas del siglo VIII-10 y colecciones de hadices (tradiciones y dichos de Mahoma) en el contexto de los debates teológicos sobre la predestinación, el estatus de los pecadores musulmanes y el contagio. La plaga de Amwas recibió más atención en la literatura árabe medieval que cualquier otra epidemia hasta la Peste Negra del siglo XIV. Las representaciones de la plaga por las fuentes fueron "variadas y contradictorias", según el historiador Justin K. Stearns. Las narraciones de la respuesta a la plaga de los compañeros de Mahoma Umar, Abu Ubayda, Amr y Mu'adh informaron interpretaciones religiosas y legales musulmanas de la peste a lo largo de la Edad Media, incluyendo la respuesta a la Peste Negra.
Los eruditos musulmanes medievales derivaron tres principios de las reacciones contemporáneas a la plaga de Amwas: el primero fue que la plaga era una forma de misericordia divina o martirio para los fieles musulmanes y un castigo a los no creyentes; la segunda era la prohibición de que los musulmanes entraran o huyeran de tierras afectadas por la peste; y la tercera era que la plaga no era un contagio, sino que fue impuesta directamente por Dios. Los principios causaron consistentemente desacuerdos teológicos a lo largo de las recurrencias epidémicas de la Edad Media como resultado de la dificultad para aceptar la peste como misericordia o castigo divino y contagio observable.

En la evaluación de los Dols, las actitudes cristianas y judías nativas y las ansiedades humanas naturales probablemente influyeron en aspectos del primer principio, a saber, que la plaga representaba castigos o advertencias divinas. Los musulmanes en este campo relacionaban la plaga con la moral laxa entre las tropas musulmanas en Siria, como el consumo de vino, que supuestamente llevó a Umar a ordenar el azote de los bebedores. Por otro lado, la interpretación de la peste como misericordia o martirio es evidente en los discursos de Abu Ubayda a las tropas en Amwas y en el consejo de Sargh. Un poema sobre la plaga de Amwas grabado por el historiador damasco Ibn Asakir (m. 1175) refleja la creencia del martirio:
Cuántos jinetes valientes y cuántas mujeres hermosas y castas
fueron asesinadas en el valle de 'Amwas Se habían encontrado con el Señor, pero no fue injusto con ellos
cuando murieron, estaban entre las personas no agraviadas en el Paraíso.

Sufrimos la plaga como el Señor sabe, y fuimos consolados en la hora de la muerte.
Según el principio de predestinación, los acontecimientos de Amwas se utilizaron para argumentar que si una persona huyó o permaneció en una zona afectada por la plaga su muerte ya había sido decretada por Dios. Durante un episodio de peste en la ciudad guarnición iraquí de Kufa, el prominente estadista y erudito Abu Musa al-Ash'ari (d. 662) rechazó a los visitantes de su casa debido a que alguien en su casa tenía la plaga, y justificó a los musulmanes que huían de la peste sobre la base de las acciones de Umar en Sargh. Según Dols, esto también implicó un reconocimiento del contagio a pesar de la contradicción con el supuesto hadiz que rechazaba el contagio como una teoría preislámica.